# William Harvey

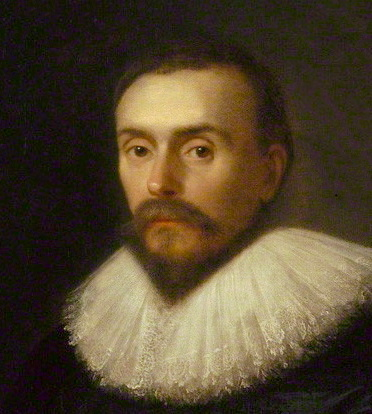
William Harvey (Ausschnitt aus einem Gemälde von Daniel Mytens, ca. 1627, Öl auf Leinwand, National Portrait Gallery)

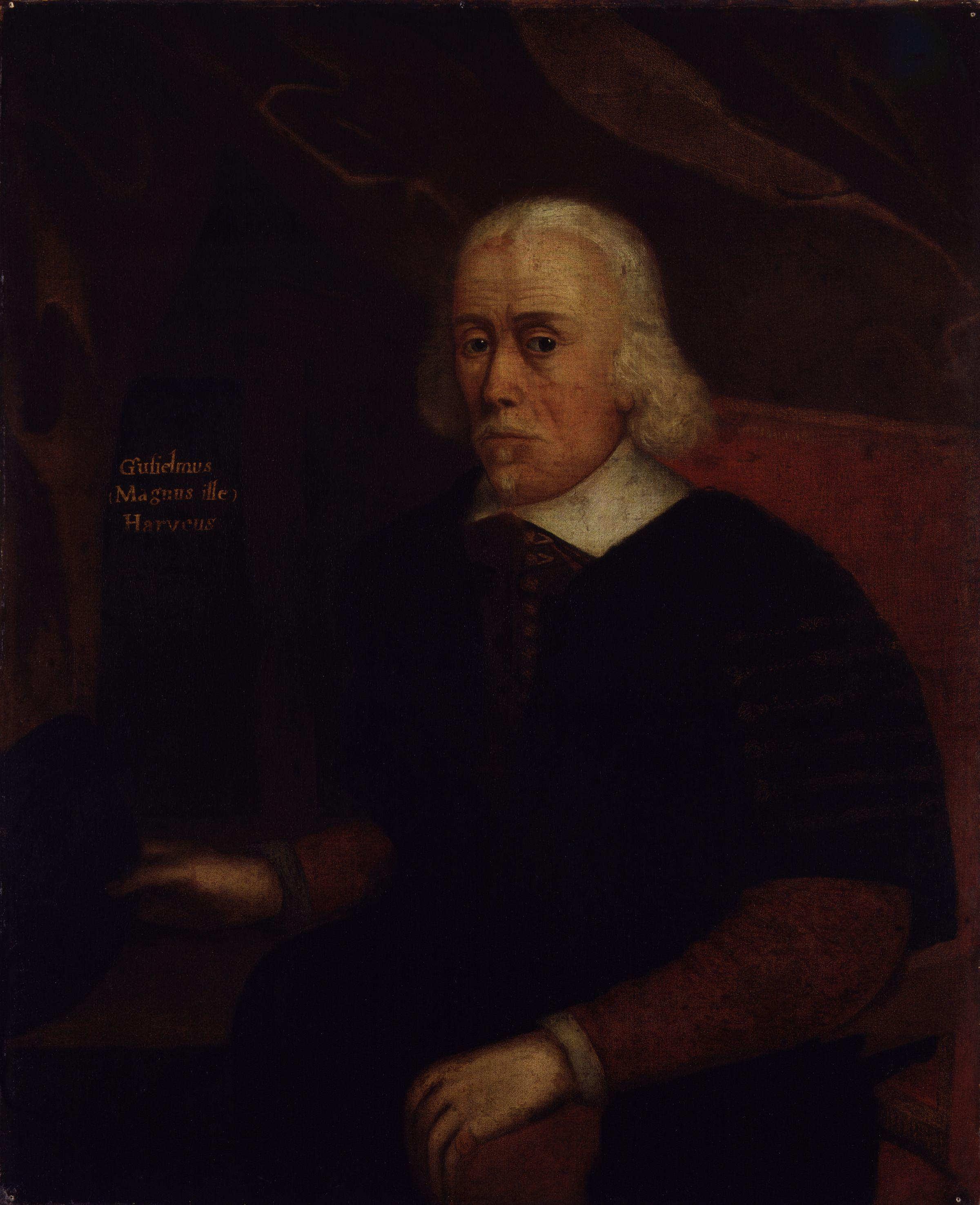
William Harvey (Gemälde von Richard Gaywood, Kopie nach einem Original der späten 1640er Jahre, Öl auf Leinwand, National Portrait Gallery)

William Harvey (* 1. April 1578 in Folkestone/Grafschaft Kent; † 3. Juni 1657 in Roehampton, einem Stadtteil von London) war ein englischer Arzt und Anatom sowie – mit dem experimentellen Nachweis und der 1628 veröffentlichten Arbeit „Über die Bewegung des Herzens und des Blutes“, einer erstmaligen Beschreibung des Kreislaufs vom Blut im Körper (des großen Blutkreislaufs) – der Wegbereiter der modernen, die antike Humorallehre ablösenden, Physiologie. Er legte mit seinen Publikationen einen Grundstein für die heutige Kardiologie und damit auch für die Herzchirurgie. Zudem entwarf er eine Theorie zur Entstehung allen Lebens aus dem Ei.

## Leben

### Herkunft und Ausbildung
William Harvey wurde als ältestes von neun Kindern des Kaufmanns Thomas Harvey und seiner Ehefrau Joan in Folkestone geboren. Er lernte in Canterbury an der King’s School Latein sowie Griechisch und studierte zunächst ab dem Jahr 1593 am Caius College der Universität Cambridge. Dieses Studium beendete er 1597 mit dem Bachelor of Arts (Baccalaureus artium). Von 1599 bis 1602 studierte er Medizin an der Universität Padua in Italien, der renommiertesten medizinischen Fakultät jener Zeit. Im April 1602 wurde er dort zum Doctor medicinae promoviert. In Padua hatte Harveys wichtigster Lehrer, der angesehene Chirurg und Anatom Hieronymus Fabricius ab Aquapendente zwar die Funktion der Venenklappen als Erster eingehender erforscht, ihre Bedeutung jedoch noch nicht verstanden, da nach den damals gültigen Auffassungen Galens ein Kreislauf des Blutes nicht vorstellbar war. Vielmehr war man seit 14 Jahrhunderten der galenischen Auffassung, das Blut werde laufend in der Leber produziert und durch Kontraktion der Arterien in Bewegung versetzt.

### Wirken
Mit diesen Eindrücken kehrte Harvey zwei Jahre später zurück nach England. In London eröffnete er eine Praxis und heiratete Elizabeth Browne, die Tochter des Leibarztes von Königin Elisabeth I. 1607 wurde Harvey Mitglied des Royal College of Physicians, 1608 an den Hof von König James I. berufen, und nach dessen Tod 1625 auch Leibarzt von dessen Nachfolger Charles I., mit dem er befreundet war und der seine Forschungen großzügig unterstützte. Vorlesungen über Physiologie und Anatomie hatte Harvey ab 1615 gehalten. Im Rahmen dieser Vorlesungen trug er bereits 1616, zwölf Jahre vor der gedruckten Publikation, seine ihn so bekannt machende Theorie der Blutbewegung vor. Im Jahr 1636 nahm Harvey an einer Gesandtschaft zu Kaiser Ferdinand II. nach Regensburg teil mit anschließendem Abstecher nach Italien. Über die Stationen dieser gefährlichen Reise - in Deutschland tobte der Dreißigjährige Krieg - wurde ein Tagebuch geführt, das 2011 unter dem Titel Blutiger Sommer veröffentlicht wurde. Nach seiner Rückkehr nach London betrieb Harvey wieder seine Praxis.
1628 veröffentlichte er sein 72-seitiges Werk Exercitatio anatomica de motu cordis et sanguinis in animalibus („Anatomische Studie über die Bewegung des Herzens und des Blutes in Tieren“) oder kurz De motu cordis, in dem er den der Lehre von der Blutbewegung Galens entgegenstehenden Blutkreislauf, wie er heute bekannt ist, beschreibt, was ihm zu Ansehen in ganz Europa verhalf, ihm andererseits auch harte Kritik der Anhänger Galens einbrachte, auf die er 1649 mit der Veröffentlichung seiner detaillierten Antworten reagierte. Harveys Theorie betraf den großen Blutkreislauf (Körperkreislauf), für dessen die ganze Physiologie Galens „ins Wanken“ bringende Entdeckung im Jahr 1627 unter anderem die zuvor publizierten Beobachtungen des kleinen Blutkreislaufs (Lungenkreislauf) durch Serveto und Colombo grundlegend waren. Das große Rätsel, wie das Blut aus den Arterien in die Venen komme, löste mit Hilfe des Mikroskops der italienische Anatom Marcello Malpighi mit seiner Entdeckung der Kapillaren und schloss mit dieser Beobachtung des Kapillarkreislaufs Harveys Beweiskette. Erst danach setzte sich im letzten Drittel des 17. Jahrhunderts die Zirkulationstheorie des zuvor als „Circulator“ verspotteten Harvey durch. Bis dahin galt vor allem Galen als Unterrichtsgrundlage.
Mitentscheidend für Harveys Theorie des Blutkreislaufs war, dass er, obgleich geprägt von der aristotelisch-galenischen Tradition, die Existenz von zuvor angenommenen Poren in der Herzscheidewand anzweifelte. Diese Poren hatte Galen postuliert, konnten aber bereits von Andreas Vesal nicht bewiesen werden und wurden von diesem auch weiterhin, wenn auch als unsichtbar klein, angenommen. Zudem verfasste Harvey in seinem zweiten Essay über den Blutkreislauf die erste genaue Beschreibung einer Herzbeuteltamponade.
Im Alter von 79 Jahren erlag Harvey den Folgen eines Schlaganfalles. Begraben wurde er in Hempstead, einem Dorf im Distrikt Uttlesford.

## Werk
Fast alle seiner Handschriften sind entweder während des Bürgerkriegs oder aber bei dem großen Brand in London (1666) untergegangen.
Was William Harvey von vielen seiner forschenden Zeitgenossen unterschied, war seine klare Trennung von Hypothesen und Fakten. Ergebnisse seiner Forschungen akzeptierte er erst, wenn sie auch in Kontrollversuchen bestätigt wurden. Er war somit der erste, der wissenschaftliche Methoden auf dem Gebiet der Biologie und Medizin einführte, und kann somit als der Begründer der neuzeitlichen Medizin und Physiologie betrachtet werden. Seine Berechnung der Pumpleistung des Herzens ist die erste bedeutende Anwendung der Mathematik auf die Biologie. Das Herzzeitvolumen wurde bei Harvey erstmals wissenschaftlich untersucht. Er bezog seine Untersuchungen jedoch nicht auf das heutige Herzminutenvolumen, sondern – bedingt durch ihm zur Verfügung stehenden, aus heutiger Sicht ungenauen Zeitmessgeräte – auf ein Halbstundenvolumen. Harveys neue Erkenntnisse eröffneten auch den philosophischen Kampf zwischen Vitalisten und Mechanisten, der sich etwa bis zum Beginn des 20. Jahrhunderts hinzog, bevor er mit den Erkenntnissen der Zelltheorie und der Entdeckung der DNA sein Ende nahm.
Bedeutsam war auch seine Tätigkeit am Royal College of Physicians, wo er seit 1615 Vorlesungen hielt, Sektionen sowie anatomische Demonstrationen durchführte, seine Thesen über den Blutkreislauf seit etwa 1618 vertrat und sich damit vor der Veröffentlichung seiner Ansichten der Kritik stellte. Bei einer Vorlesung im Jahr 1618 erwähnte Harvey auch, mit Berufung auf Caspar Bauhins Theatrum anatomicum (1605), widernatürlich im Herzen vorkommen könnende „kleine Mengen von steinhartem Fett“, also die Verkalkung der Herzkranzgefäße.
Die wissenschaftliche Akzeptanz seiner aufgestellten Theorie des Blutkreislauf und seiner Ergebnisse zur Kreislaufforschung führten Ende des 17. Jahrhunderts zu erstmaligen Verabreichungen von Medikamenten über die Adern (Infusion, Injektion) und zur Durchführung von Blutübertragungen.
Mit seiner 1651 veröffentlichten Arbeit Exercitationes de Generatione Animalium („Übungen über die Erzeugung der Tiere“) lieferte Harvey bedeutende Beiträge zur Embryologie. Harvey war der erste, der nicht nur aufeinanderfolgende Entwicklungsstadien beschrieb, sondern eine dynamische Betrachtungsweise einnahm. Im Widerspruch zu der damals allgemein anerkannten Präformationslehre stellte er dar, wie die verschiedenen Organe aus undifferenzierter Substanz hervorgehen (Epigenese). Der Zeugungsvorgang bestand dabei nach Harvey aus der Übertragung einer immateriellen „Fruchtbarkeit“ des Samens, die sich beim Menschen primär im Blut manifestiert, auf die mütterliche Materie. Der Embryo entwickle sich dann autonom zunächst über das Zwischenstadium „Ei“ („Omne animal ex ovo“). Aus dem ursprünglichen Blutstropfen traten dann die Organe in definierter Reihenfolge in Erscheinung. In der Tradition des griechischen Philosophen Aristoteles nahm er dabei ein formbildendes Prinzip an, das er als einen „göttlichen Architekten“ bezeichnete. Mit diesen Anschauungen war er zu seiner Zeit ein Außenseiter; der von ihm vertretene epigenetische Ansatz konnte sich, von dem metaphysischen Beiwerk befreit, erst im frühen 19. Jahrhundert gegen den Präformismus durchsetzen.

## Schriften (Auswahl)
- Exercitatio anatomica de motu cordis et sanguinis in animalibus. Wilhelm Fitzer, Frankfurt am Main 1628 (Digitalisat).
  - Robert Ritter von Töply: William Harvey, Die Bewegung des Herzens und des Blutes. Übersetzt und erläutert. In: Karl Sudhoff (Hrsg.): Klassiker der Medizin. J. A. Barth, Leipzig 1910 (Digitalisat).
  - Chauncey Depew Leake (Hrsg.): Exercitatio anatomica de motu cordis et sanguinis in animalibus. Thomas, Springfield/Baltimore 1928 (Digitalisat) – Faksimileausgabe mit englischer Übersetzung.
  - Faksimileausgabe in: W. Blasius, J. Boglar, K. Kramer (Hrsg.): Founders of experimental physiology. J. E. Lehmanns, München 1971.
- Exercitationes duae anatomicae de circulatione sanguinis. Arnold Leers, Rotterdam 1649  (Digitalisat).
  - Exercitationes duae anatomicae de circulatione sanguinis. Hrsg. von Kenneth J. Franklin, Oxford 1958.
- Exercitationes de generatione animalium. London 1651 (Digitalisat).
  - englische Übersetzung: G. Whitteridge: Disputations Touching the Generation of Animals. Oxford 1981.

## Sonstiges
Nach ihm ist die in New York vorgetragene Harvey Lecture, die von ihm selbst initiierte Harveian Oration des Royal College of Physicians in London und die William Harvey Lecture der Europäischen Gesellschaft für Kardiologie benannt. Gleiches gilt für die Harvey Heights auf der Brabant-Insel in der Antarktis und den Mondkrater Harvey.